# 波鳍金线鱼
波鳍金线鱼（学名：Nemipterus tolu）为金线鱼科金线鱼属的鱼类。分布于印度洋北部沿岸、红海、东至印度尼西亚、北至中国，包括南海、台湾海峡等海域。该物种的模式产地在印度、新几内亚。